# Brasão do Espírito Santo
O brasão do estado do Espírito Santo é o emblema heráldico e um dos símbolos oficias do estado brasileiro do Espírito Santo.

## História
O atual brasão do estado foi instituído pelo Decreto-Lei, em 24 de julho de 1947, ⁣ e é obrigatoriamente impresso em todos os papéis oficiais do Governo do Estado. 

### Descrição heráldica
Os seus principais elementos e seus significados são: ⁣
- Convento da Penha: Maior monumento histórico e religioso do Estado. Nossa Senhora da Penha é padroeira, a protetora do Espírito Santo;
- Ramo de café (à direita): Representa o principal produto agrícola capixaba (desde 1850);
- Ramo da cana-de-açúcar (à esquerda): Representa o principal produto agrícola da economia do Estado no passado (até 1850).
- 23 de maio de 1535: Dia de chegada de Vasco Fernandes Coutinho ao Espírito Santo e início da colonização do solo espírito-santense;
- 12 de junho de 1817: Dia do fuzilamento, na Bahia, de Domingos José Martins, herói capixaba, um dos chefes da Revolução Pernambucana, que visava à independência do Brasil de Portugal;
- Três estrelas (acima, embaixo e à esquerda): representam os estados vizinhos (Bahia, Rio de Janeiro e Minas Gerais).
- As cores rosa e azul derivam das cores das vestes da imagem de Nossa Senhora da Penha, como acima já supracitado, padroeira do Estado.

## Brasões históricos

### Emblema de 1892
O primeiro selo do estado foi oficializado pela lei n.º 2 de 11 de junho de 1892 e adotava como emblema do estado a constelação do cruzeiro do sul, circundada por quatro datas notáveis para o estado e em volta as palavras “Estado do Espírito Santo”.

### Brasão de 1909

Primeiro brasão do Espírito Santo (1909-1937)

O primeiro brasão do estado foi instituído pelo  decreto n.º 456 de sete de setembro de 1909, que assim o descreve em ser artigo 2º:

Este escudo é representado por uma grande estrella azul e rosa em cujo centro se vê a entrada da barra de Victoria com os montes Moreno e Penha, destacando-se ao fundo o convento de N. S. da Penha, cercada por duas circumferencias concentricas, em cujo espaço intermediario se têm os dizeres: "Trabalha e confia" — "Estado do Espirito Santo". Em fórma de lyra, circumdam a grande estrella dois ramos de café e canna, ligados na extremidade pôr um laço em que se têm as datas - 23 de maio de 1535 - 2 de maio de 1892, havendo em torno de todo esse conjunto tres estrellas menores, representando os Estados limitrophes do Espírito Santo.

Visualmente semelhante, ao brasão atualmente em uso, diferindo apenas nas datas inscritas no listel, a saber:
- 23 de maio de 1535: Dia de chegada de Vasco Fernandes Coutinho ao Espírito Santo e início da colonização do solo espírito-santense;
- 02 de maio de 1892: 1ª Constituição politica do estado federado do Espírito Santo

Com a constituição brasileira de 1937, os símbolos estaduais e municipais foram abolidos, o brasão deixou de ser utilizado, até ser reinstituído uma década depois.